# Гремяча (усадьба)
Гремяча — усадьба конца XIX века, расположенная на возвышенности в изгибе реки Пульва, на северной окраине одноимённой деревни Каменецкого района Брестской области, в 25 км от Бреста. В 2002 году усадебно-парковый комплекс включён в Список историко-культурных ценностей Республики Беларусь.

## Описание
Ансамбль усадьбы включает в себя каменный одноэтажный усадебный дом (вторая половина XIX в.), парк площадью около 5 га, который занимает часть склона с холма к р. Пульва, и хозяйственные постройки (примерно начала XX в.) из бутового камня: сыроварня (кирпичное здание, 14×7 м.); ледник (из крупных колотых каменей, 7×7 м.). От амбара (из крупного колотого камня, 14×7 м.) остались только стены.

### Дворец
Дворец имеет симметричную объёмно-пространственную композицию, он прямоугольной формы с тремя значительно выступающими ризалитами: центральным и двумя боковыми. Центральный ризалит выделен четырёхколонным портиком дорического ордера с треугольным фронтоном. Боковые ризалиты декорированы пилястрами и завершены аттиком.

### Парк
Дворец окружает парк, который расположен от холма до реки Пульвы. Симметрично дворцу растут две лиственницы европейские. За ними также симметрично расположены сосны веймутовы. Вид боковых кулис пространства парка создают деревья местных пород.
За небольшим парковым партером располагается пейзажная часть парка. Она занимает холм, с которого открываются перспективы на живописную окрестность и реку Пульву. У подножия холма проходила аллея из граба. Сохранились одиночные деревья ясеня обыкновенного, ели голубой, лиственницы, шелковицы, боярышника и др.

## История
Точных данных о закладке усадьбы не имеется. Предположительно усадьба заложена во второй половине XIX века. Считается, что построена Пузынами. Также вероятно, что построена Вислоцкими, которым принадлежали эти места, хотя известно, что в 1857 году усадебного дома ещё не было — владелец этих мест Николай Вислоцкий жил в небольшом деревянном доме.
В 1870 году деревня Гремяча стала собственностью судьи брестского повета Адольфа Марцына (1848—1914), женившегося на представительнице рода Пузына. После перешла его сыну Юзефу Пузыне (Józef Puzyna, 1878—1949), который, однако, сам в усадьбе не жил: вначале учился в Варшаве, затем жил в эмиграции в Швейцарии, после чего снова работал в Варшаве.
В 1933 году Юзеф Пузына продал земли и усадьбу осадникам, и примерно с того времени в усадебном доме располагалась школа.
После включения Западной Белоруссии в состав СССР и войны, с 1950-х годов усадебный дом использовался как пионерский лагерь, благодаря чему до 1990 года был в хорошем состоянии.
После 1991 года усадьба числилась за Каменецким райисполкомом. В 2005 году райисполком безвозмездно передал усадебный дом сельхозпредприятию «Восход-Каменец» с условием, что оно сохранит усадьбу. Однако никаких действий по сохранению усадьбы им принято не было. В 2009 усадьба была выставлена на аукцион. В 2011 году усадебный дом и 10 га парка были куплены изготовителем пластиковых окон СП «ВэскоБел» за 620 миллионов белорусских рублей с целью создания туристическо-оздоровительного комплекса. Но и этот хозяин за следующие четыре года ничего не сделал. Неоднократные заявления о начале реставрационных работ не подтверждаются, в лучшем случае речь идёт о работах по консервации.

## В культуре
В 1994 году на территории усадьбы режиссёр Феликс Фальк проводил съемки фильма «Лето любви» по рассказу Ивана Бунина «Натали».